# Chiesa di Santa Maria di Loreto (Achao)
La chiesa di Santa Maria di Loreto (in spagnolo Iglesia de Santa María de Loreto), anche nota come chiesa di Achao (in spagnolo: Iglesia de Achao), è una chiesa in legno costruiti nella borgata dello stesso nome, nell'arcipelago di Chiloé, all'inizio del XVIII secolo, appartenente all'parrocchiale di Santa María de Loreto, nella Diocesi di San Carlos de Ancud, Cile. 
È un esempio di una tradizione architettonica, mantenuta per tre secoli, chiamata «Scuola chilota di architettura religiosa in legno».
La cappella è stata costruita ad Achao, sull'isola di Quinchao, attorno al 1740 ed è uno degli esponenti più antichi delle Chiese di Chiloé, classificata come patrimonio dell'umanità dell'UNESCO nel 2000.

## Galleria d'immagini

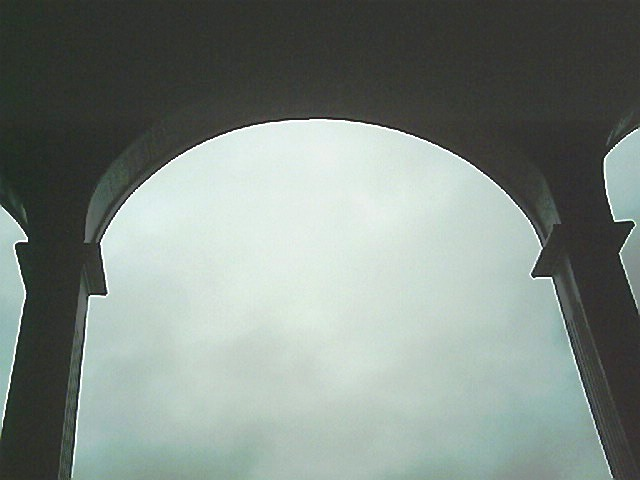
Arco centrale della chiesa
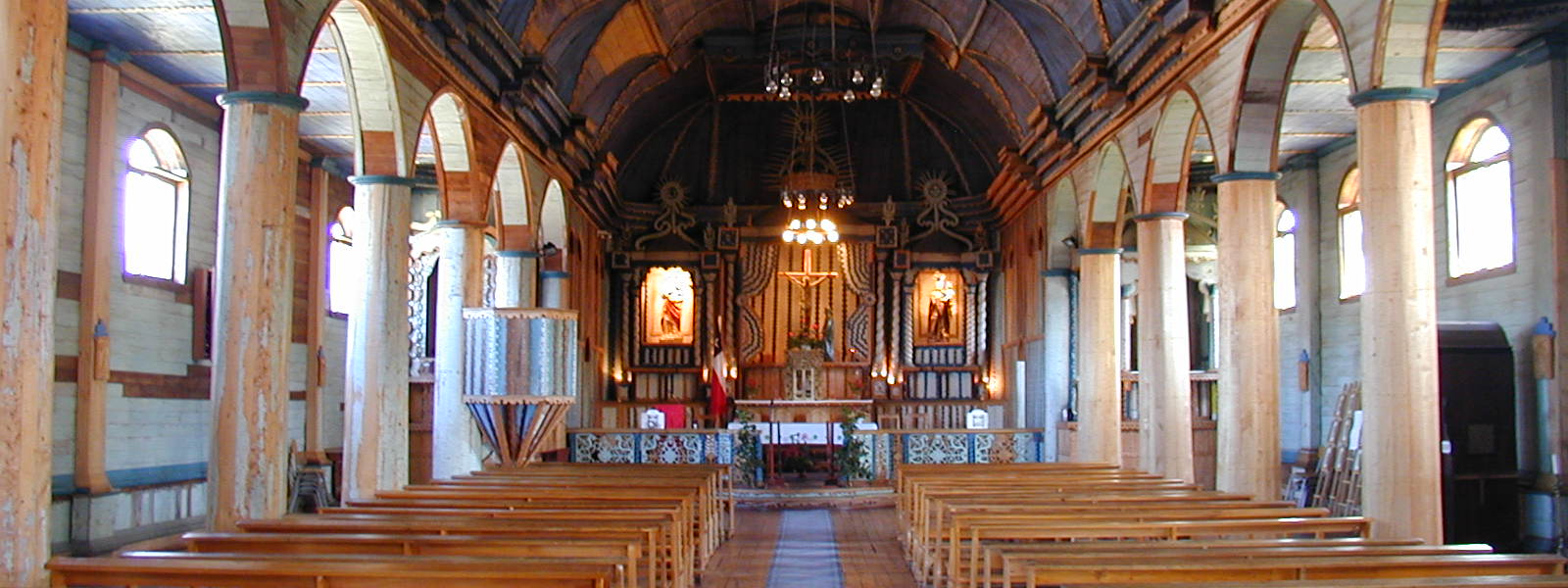
Interno della chiesa
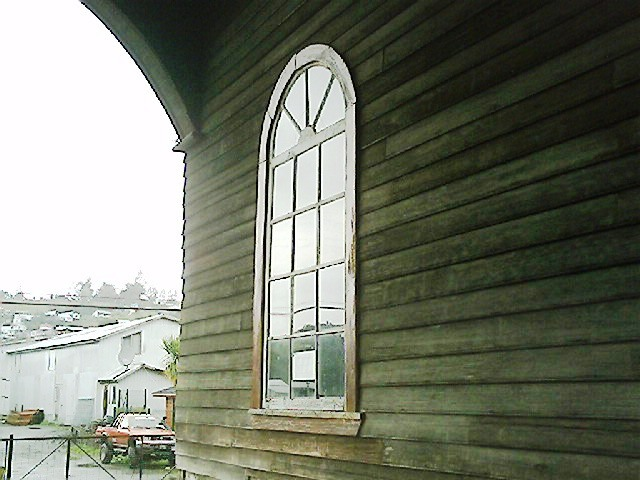
Finestra della chiesa
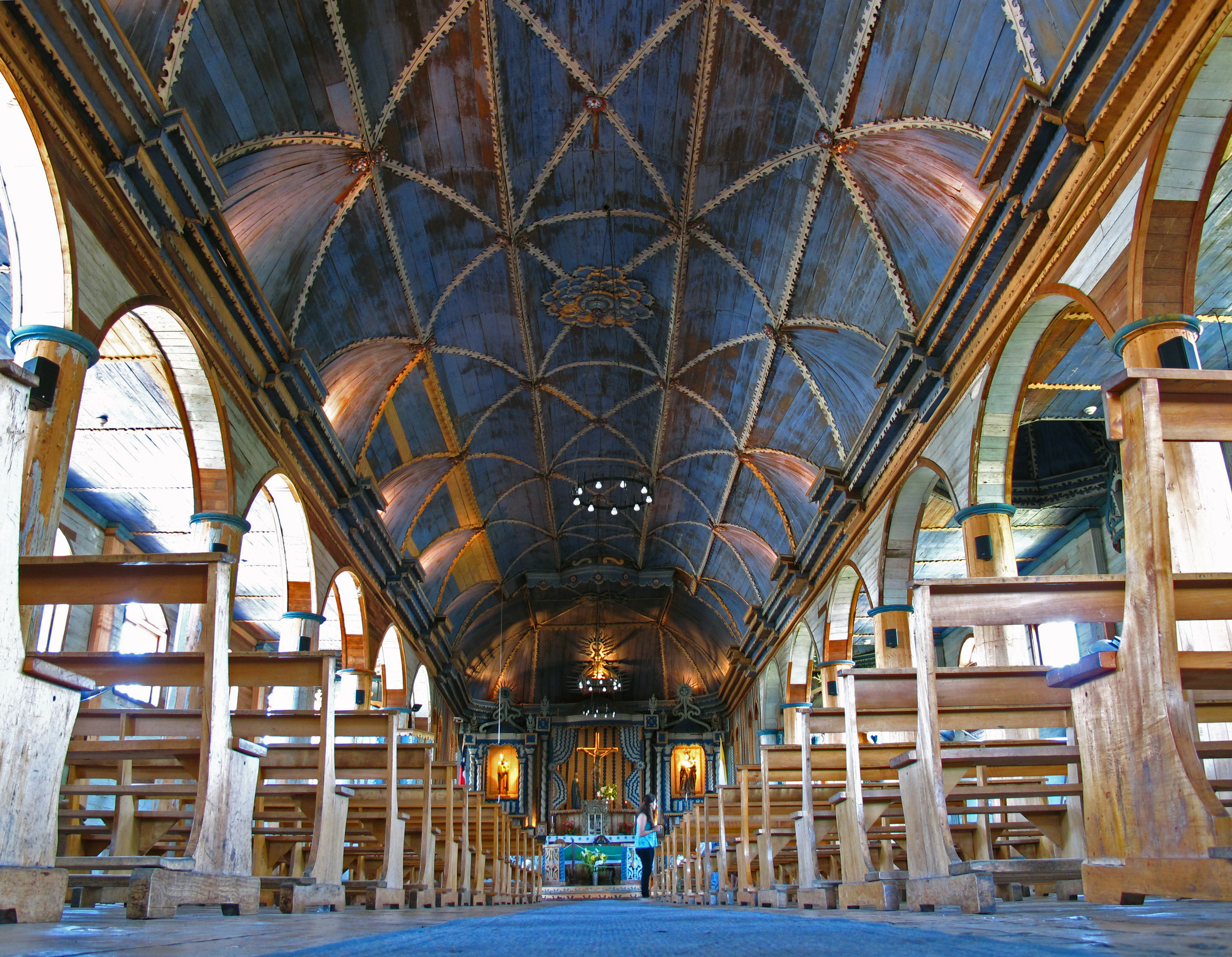
Navata della chiesa